# Ферма

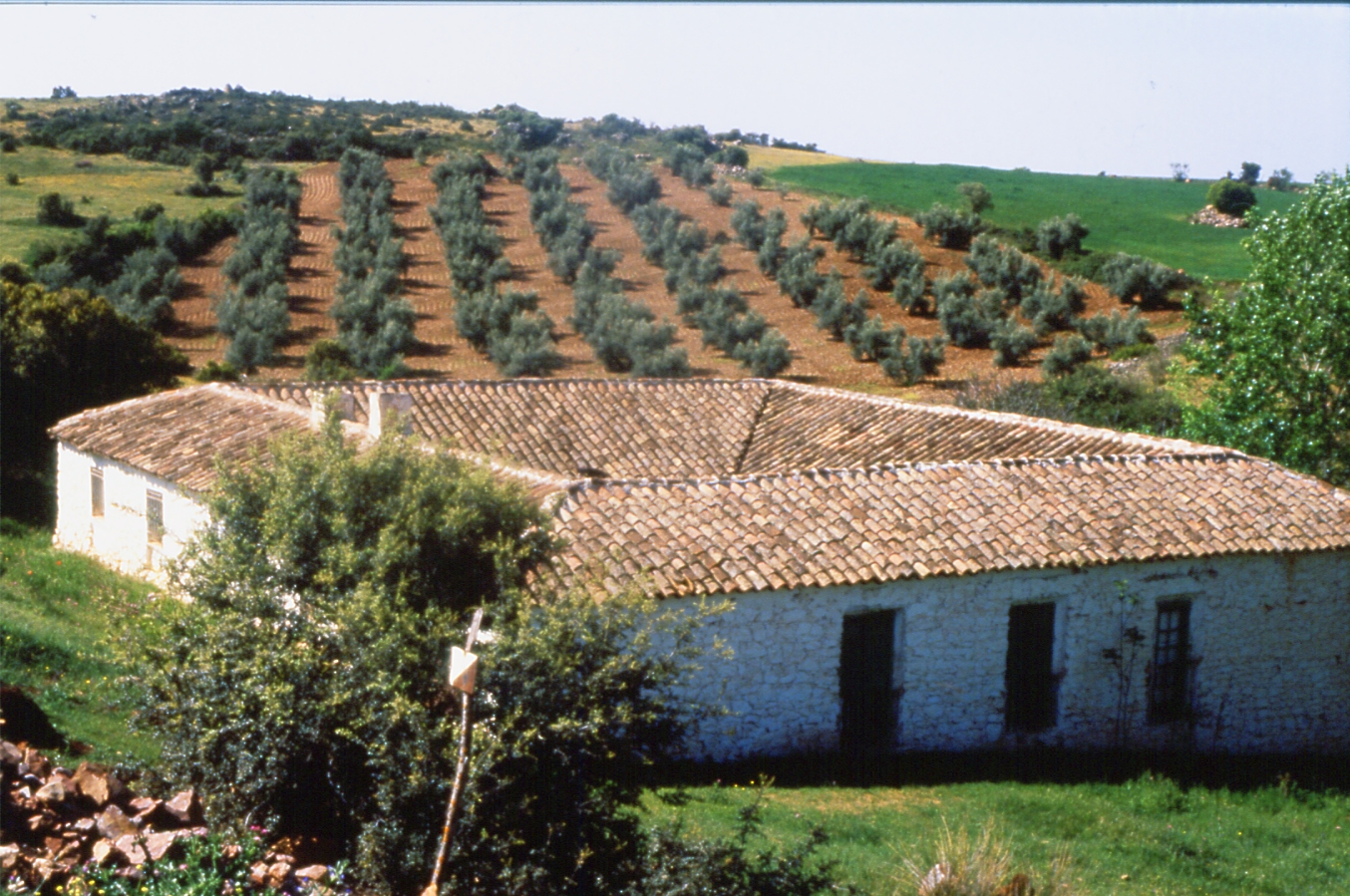
Ферма на востоке Сиера Морена, Испания

Ферма — частное сельскохозяйственное предприятие, занимающееся производством сельскохозяйственной продукции.

## История
В СССР в результате распространения колхозов начиная с 1930-х годов фермерская деятельность ограничивалась размерами малого семейного предприятия, в котором исключалось применение наёмного труда (крестьяне-единоличники). Единоличники облагались более высоким, по сравнению с колхозниками, подоходным налогом и обязаны были осуществлять обязательные поставки своей продукции государству.
В колхозах существовали крупные животноводческие предприятия, на которых содержалось от нескольких десятков до нескольких тысяч голов крупного рогатого скота, в основном коров. Однако ведение приусадебного хозяйства (в деревнях и на хуторах) было разрешено, хотя и с некоторыми количественными ограничениями, при условии наличия нужд потребления и отсутствия спекулятивного или коммерческого интереса.
Как вид сельскохозяйственной деятельности фермерское хозяйство начало развиваться со второй половины 1990-х гг. с введением частной собственности на землю.